# Кужешинек
Кужешинек (пол. Kurzeszynek) — село в Польщі, у гміні Рава-Мазовецька Равського повіту Лодзинського воєводства.
У 1975-1998 роках село належало до Скерневицького воєводства.